# The Possession
The Possession è un film del 2012 diretto da Ole Bornedal, prodotto da Sam Raimi e con protagonisti Jeffrey Dean Morgan e Kyra Sedgwick.

## Trama
Un'anziana apre una scatola di antica fattura da cui esce una musica antica. Essa, percependo una presenza maligna, tenta di praticare un esorcismo contro l'entità, ma prima che possa iniziare il rito con acqua santa e un martello — preso per distruggere la scatola — viene scaraventata da una parte all'altra della stanza da una forza invisibile. Il figlio entra nella stanza, trovandola incosciente sul pavimento.
La storia si sposta sulle vicende di Clyde, allenatore di basket, e Stephanie Brenek, disegnatrice di gioielli, coppia recentemente divorziata. I due ex coniugi hanno due figlie adolescenti: Emily, detta Emy oppure Em, e Hannah. Clyde presenta la sua nuova casa alla figlia Em. I due, successivamente, vanno in un mercato delle pulci della zona, dove Em è attirata da una vecchia scatola, che ha incisioni in lingua ebraica: Clyde gliela compra. Em chiede a suo padre di aprirle la scatola ma non ci riesce, arrivando alla conclusione che non sia stata concepita per essere aperta. La ragazzina tiene la scatola in camera da letto e quella notte inizia a sentire dei sussurri dal suo interno. Incuriosita, si avvicina alla scatola e riesce ad aprirla, trovandovi dentro un dente, una falena morta e un anello, che indossa. Em poi si addormenta vicina alla scatola.
Il giorno dopo, al suo ritorno a casa, Clyde, Hannah ed Em sentono un rumore animalesco e scoprono, entrando in cucina, il pavimento coperto di cibo e avanzi. Quando l'animale scappa attraverso la porta di servizio, Clyde immagina sia un procione. Em intanto diventa strana e solitaria, e passa sempre più tempo guardando la scatola. Il suo comportamento diventa sempre più incomprensibile e sinistro, fino al punto in cui conficca una forchetta nella mano di suo padre. Successivamente, la nuova casa di Clyde viene invasa da nugoli di falene, principalmente radunate nella camera di Em. Una sera, mentre si trova in bagno, Em non riesce a respirare e sembra soffochi. Puntandosi una torcia in gola, Em permette la visione di una scena agghiacciante: una mano fa capolino dalla trachea della bimba. La ragazzina è sbalordita, ma non emette una parola e va a dormire.
A scuola, uno dei compagni di classe di Em le prova a rubare lo zaino. Così facendo trova la scatola, e comincia a prenderla in giro. Dopo avergli chiesto invano di restituirle lo zaino e la scatola, Em colpisce il suo compagno svariate volte. A causa di questo episodio, Clyde e Stephanie vengono chiamati dal direttore della scuola con gli insegnanti per un incontro, durante il quale discutono della crescente violenza e dei comportamenti asociali di Em.
In particolare, un insegnante raccomanda il distacco fisico dalla scatola: quella sera pertanto il manufatto viene lasciato a scuola, nella classe di Em. Più tardi, la sua insegnante viene attratta da strani suoni provenienti dalla scatola, ma quando prova ad aprirla viene scaraventata contro una finestra e muore sul colpo.
Em parla a suo padre Clyde di una donna invisibile (un dybbuk) che vive nella scatola e che, a detta della bimba, è "speciale". Allarmato da quest'ultimo comportamento, Clyde cerca di liberarsi della scatola lanciandola in un cassonetto dei rifiuti. Quando torna a casa, trova Em che piange e che gli chiede cosa ne ha fatto della scatola. Clyde le rivela d'averla gettata e subito dopo una forza invisibile schiaffeggia Em: il problema è che sembra che sia stato Clyde a darle uno schiaffo. La bimba perciò fugge terrorizzata, giungendo nel posto in cui il padre ha gettato la scatola; riesce poi a rientrarne in possesso e inizia a parlare con il dybbuk. Improvvisamente, svariate falene escono dalla scatola per entrare nella bocca di Em, come a simboleggiare la raggiunta e completa possessione; la ragazzina perde conoscenza prima che suo padre possa raggiungerla.
Clyde riporta il corpo privo di sensi di Em a casa, dove Stephanie e la polizia li stanno aspettando per togliergli la custodia della figlia a causa dell'apparente maltrattamento. La bambina viene trovata quella stessa sera da Brett, il nuovo compagno della madre Stephanie, in garage, con lo sguardo fisso e penetrante, e con un dente stretto nel pugno (presumibilmente il dente trovato nella scatola). Mentre Brett si avvicina per esaminare meglio la situazione, gli occhi di Em girano su loro stessi mentre qualcosa si muove sotto la pelle del suo viso (tutto questo non è notato da Brett). Durante questa scena, Clyde ritorna in possesso della scatola per toglierla alla figlia.
L’uomo, incredibilmente turbato, porta la scatola posseduta ad un professore universitario, che gli spiega che è una scatola risalente agli anni '20, che fu usata per contenere uno spirito maledetto, un antico demone malvagio ebraico.
Clyde entra di nascosto a casa di Stephanie dopo che lei e Brett se ne sono andati, entra nella stanza di Em e inizia a leggerle la Bibbia: la bimba inizia a piangere e la Bibbia viene scaraventata lontano dalla presa di Clyde. L’uomo ottiene così la prova che Em è davvero posseduta. In quel momento entra Stephanie e lo fa uscire temendo che potrebbe essere di nuovo violento verso la figlia.
Clyde a quel punto pensa di andare a chiedere spiegazioni riguardo agli eventi da lui vissuti alla comunità chassidica di New York City, e un ebreo di nome Tzadok li spiega che quando si viene posseduti si attraversano tre stadi: nel terzo stadio, il dybbuk si unisce al posseduto, formando un'unica entità; l'unico modo per sconfiggere il dybbuk è riuscire a richiuderlo dentro la scatola tramite un rituale. Inoltre Tzadok scopre, rompendo lo specchio presente sulla scatola, che il nome del demone (che si scopre essere di sesso femminile) è Abizu, la "ladra di bambini".
Più tardi, Em attacca in maniera violenta sua madre quando Stephanie la scopre mentre si sta ingozzando come un animale vicino al frigorifero. Brett suggerisce che Em venga analizzata da uno psicologo.
La mattina dopo, mentre Brett la sta per portare dallo psicologo, Em guarda senza espressione l'uomo mentre dalla sua bocca inizia a sgorgare sangue e gli iniziano a cadere i denti; questa scena fa scappare Brett. Em poi ha una crisi sul prato di fronte a casa di Stephanie, la quale chiama il 911. Durante l'esecuzione della risonanza magnetica, l'attrezzatura inizia ad avere dei problemi e a funzionare male, ma il momento peggiore per Hannah e Stephanie è quando, nel monitor, vedono formarsi il viso del dybbuk.
Stephanie finalmente comprende che sua figlia è posseduta. Clyde e Tzadok raggiungono il resto della famiglia in ospedale e provano a esorcizzare la bimba nella stanza di terapia intensiva dove Em si trova; prima di cominciare, però, Tzadok ha bisogno che ognuno dei presenti metta qualcosa di particolare valore affettivo nella scatola del dybbuk.
L'esorcismo inizia, ma Em si libera della stretta dei suoi genitori e attacca Tzadok, poi fugge, con Clyde che la segue a stretto giro. Em poi attacca suo padre, rendendolo posseduto dal dybbuk. Tzadok però riesce a portare a termine l'esorcismo che libera Clyde dello spirito, che torna nella scatola.
La famiglia è riunita, e l'amore tra Clyde e Stephanie rinasce. Tzadok se ne va portandosi dietro la scatola; durante il viaggio, Tzadok dice a Clyde che porterà al più presto la scatola con il dybbuk a suo padre, che è un rabbino, ma durante la conversazione la sua macchina viene travolta da un camion, apparentemente uccidendolo.
La telecamera si allontana dal luogo dell'incidente per focalizzarsi sul luogo di atterraggio della scatola, a parecchi metri di distanza. Il dybbuk, indenne, sussurra dall’interno.

## Promozione
Il trailer italiano del film è stato diffuso online il 24 agosto 2012.

## Distribuzione
Il film è stato distribuito nelle sale statunitensi il 31 agosto 2012 per poi arrivare in quelle italiane il 25 ottobre 2012, distribuito da M2 Pictures.